# Alliance franco-indienne (Inde)
Pour l'alliance française en Amérique du nord, voir Alliance franco-indienne (Amérique).

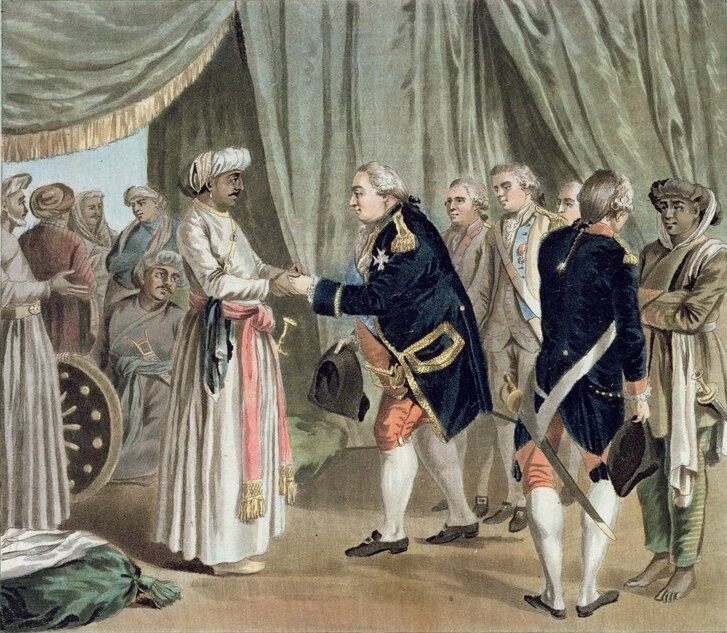
Rencontre de Suffren avec Haidar Alî en 1783, gravure de JB Morret, 1789.

Plusieurs alliances franco-indiennes ont été passées entre la France et les régimes indiens entre le XVIIIe siècle et l'accession au trône de Napoléon. À la suite des alliances de Dupleix, une alliance formelle a été passée entre la France de Louis XVI au cours de la fin du XVIIIe siècle en vue d'évincer la Grande-Bretagne du sous-continent indien. Plus tard, de nombreuses propositions d'alliance ont été faites par le sultan indien Tipû Sâhib, conduisant à l'envoi d'une flotte française de bénévoles pour l'aider, et même à une tentative, par Napoléon, de faire une jonction avec l'Inde, grâce à la campagne de 1798 en Égypte, et plus tard via les efforts diplomatiques en vue d'obtenir le soutien de l'Empire ottoman et de la Perse pour une offensive terrestre vers l'Inde.

## Premier engagement français

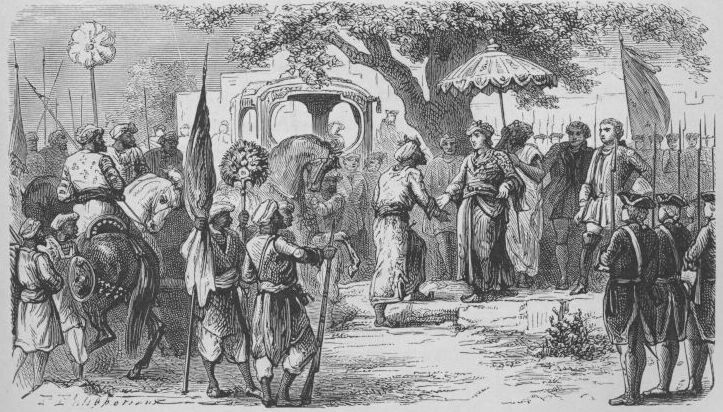
Rencontre de Dupleix et du Soudhabar du Deccan, Muhyi ad-Din Muzaffar Jang.

Au XVIIIe siècle, François Bernier (1625-1688), un médecin et voyageur français, est devenu pendant 12 ans le médecin personnel de l'empereur moghol Aurangzeb.
Dans le début du XVIIIe siècle, la France a joué un rôle majeur en Inde. Le général français Dupleix était allié à Muhyi ad-Din Muzaffar Jang dans le Deccan, et à Chanda Sahib (en) dans les guerres carnatiques, dans le conflit contre Robert Clive.
Les Français sont sortis victorieux de la bataille de Madras en 1746. Les Français et les Indiens se sont battus ensemble et ont vaincu Anwaruddin en 1749, mais ont échoué dans la bataille d'Arcot en 1751 et se sont finalement rendus en 1752. Les Français ont, à nouveau, été victorieux lors de la prise du Fort Saint-David en 1758 sous le commandement de Lally, mais ont finalement été battus à Machilipatnam (1759) et à Wandewash (1760).

## Alliance de Louis XVI

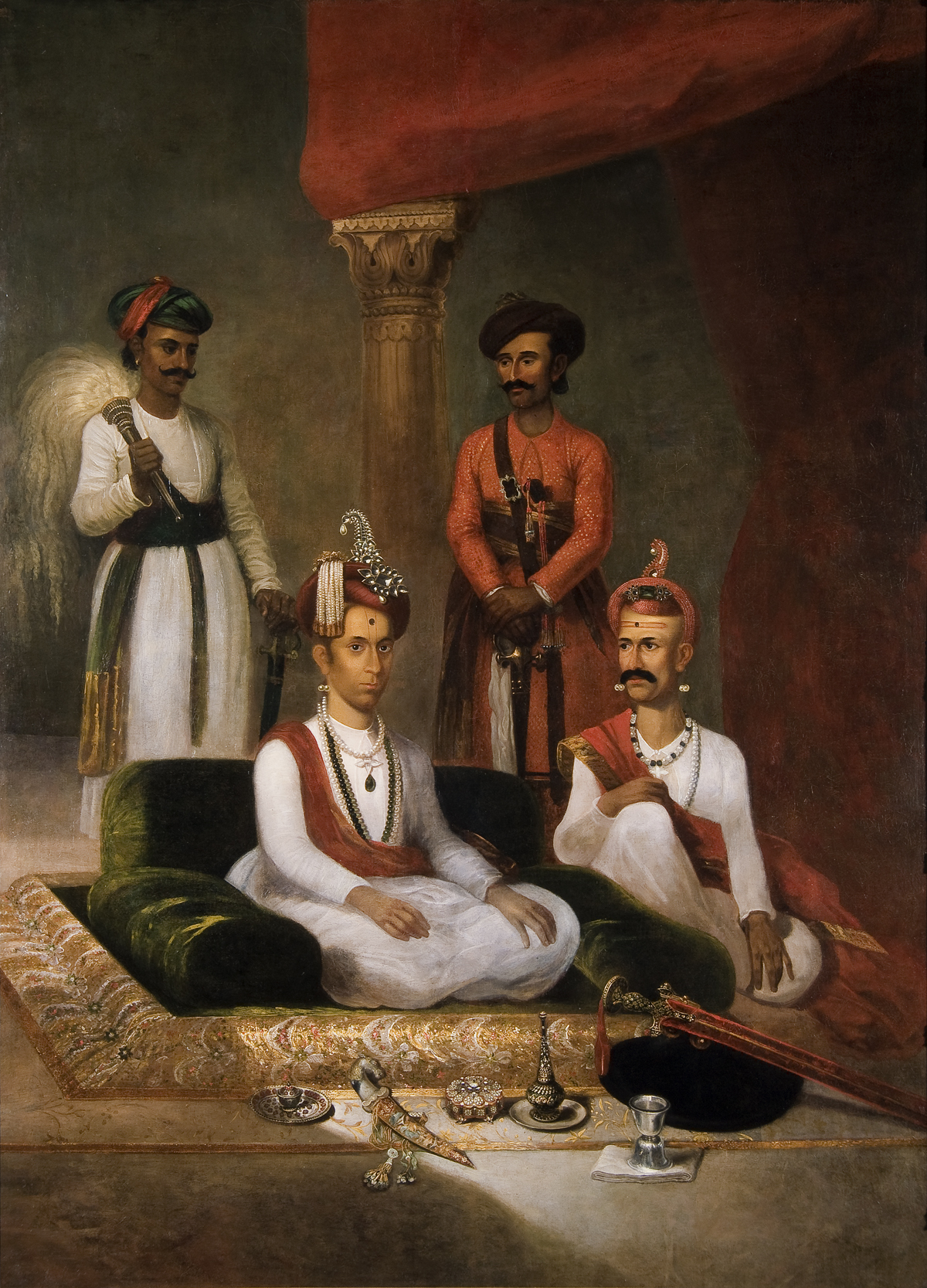
Le Peshwâ marathe Madhu Rao Narayan a conclu une alliance avec Louis XVI en 1782. Ici, à Pune, 1792.

Les Français avaient perdu la prééminence en Inde avec le traité de Paris en 1763, bien que cinq comptoirs aient été conservés, laissant des possibilités de conflits et de préséance avec la Grande-Bretagne. La France a réussi à soutenir la guerre d'indépendance américaine en 1776, et a souhaité expulser les Britanniques de l'Inde également.
En 1782, Louis XVI a conclu une alliance avec le Peshwâ Madhu Rao Narayan. En conséquence, Bussy déplaça ses troupes de l'Ile-de-France (Maurice) et plus tard, contribua à l'effort français en Inde en 1783,. Suffren est devenu l'allié de Haidar Alî dans la Seconde Guerre anglo-mysore contre la domination britannique en Inde, en 1782-1783, luttant contre la flotte britannique sur les côtes de l'Inde et de Ceylan,.
Entre février 1782 à juin 1783, Suffren a combattu l'amiral anglais Sir Edward Hughes, et a collaboré avec les dirigeants de Mysore,. Suffren a combattu à la bataille de Sadras le 17 février 1782, à la bataille de Provédien le 12 avril près de Trincomalee, à la bataille de Negapatam le 6 juillet au large de Gondelour, après quoi Suffren saisit le mouillage de Trinquemalay contraignant la petite garnison britannique à se rendre. Une armée française de 3 000 soldats a collaboré avec Hyder Ali pour capturer Gondelour. Enfin la bataille de Trinquemalay a eu lieu près de ce port le 3 septembre. Ces batailles peuvent être considérées comme les dernières batailles du conflit franco-britannique qui a entouré la guerre d'Indépendance américaine, et qui cesseront avec la signature du Traité de Paris en 1783 qui rétablissait la paix et qui reconnaissait l'indépendance américaine.

## Proposition de Tipû Sâhib

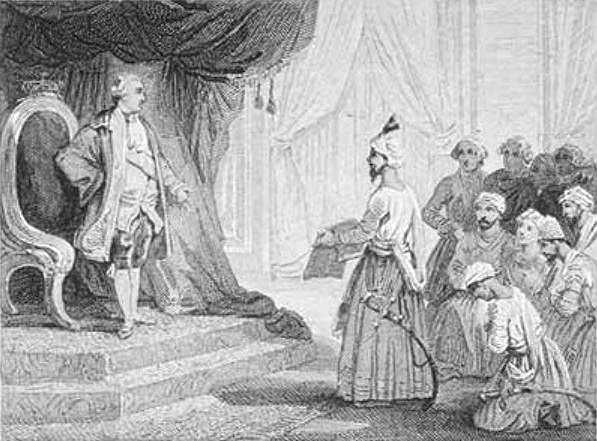
Louis XVI de France reçoit les ambassadeurs de Tipû Sâhib en 1788. Émile Wattier, XIXe siècle.

Après le traité de Paris et la disparition du soutien français, Tipû Sâhib, fils d'Haidar Alî, a été incapable de récupérer Mangalore aux mains des Britanniques, mais finalement il réussit à capturer Mangalore, après un siège de 10 mois en 1784. Il a finalement fait la paix avec les Britanniques au printemps 1784.

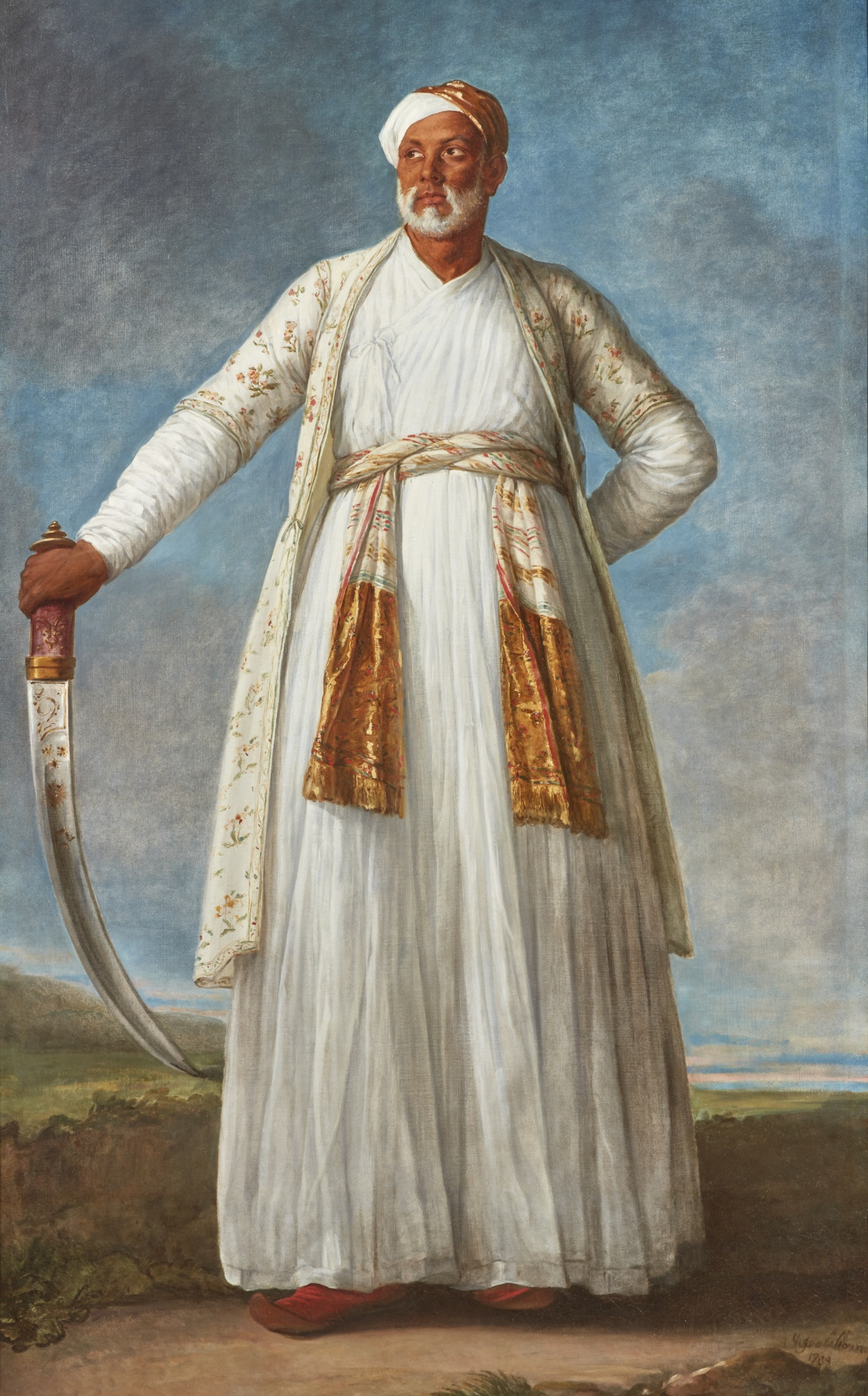
L'ambassadeur Mohammed Dervish Khan en 1788, par Élisabeth Vigée Le Brun.

En 1786, Tipû Sâhib a néanmoins envoyé une ambassade en France via Constantinople, bien que l'ambassade ait dû être annulée. En juillet 1787, Tipû Sâhib a envoyé une nouvelle ambassade directement à Paris, composé de trois ambassadeurs Mohammed Dervich Khan, Akbar Ali Khan and Mohammad Osman Khan, qui étaient accompagnés par le commerçant français basé à Pondichéry, M. Monneron. Après leur arrivée à Toulon, les ambassadeurs ont pu rencontrer Louis XVI en août 1788 à Versailles. Cependant, la France, qui est maintenant en paix avec Londres, n'a pas souhaité reprendre les hostilités.
Tipû Sâhib a de nouveau proposé une alliance offensive et défensive à la France en octobre 1794 et avril 1796. La France a été entravée dans son soutien à l'Inde par la Révolution française, mais les contacts reprendront avec l'accession de Napoléon au trône.

## Tentative de jonction avec l'Inde sous Napoléon
Tipû Sâhib fait une nouvelle proposition en octobre 1797 par Malartic, le gouverneur de l'Ile-de-France (Maurice) . Malatic, qui ne peut réduire ses forces en Ile-de-France, a envoyé un groupe de 150 bénévoles à bord de la frégate La Preneuse, le 7 mars 1798. La Preneuse est arrivé à Mangalore en avril 1798. Un groupe d'officiers français, sous le commandement de Michel Raymond, a également été à la tête d'une armée de 14 000 hommes pour le Nizam, Subhadar du Deccan, Nizâm al-Mulk Asaf Jâh II, mais ils ont été neutralisés à la suite d'une intervention diplomatique britannique.
Bonaparte, qui voulait établir une présence française au Moyen-Orient, eut l'occasion de la campagne d’Égypte pour planifier une jonction avec Tipû Sâhib contre les Britanniques. Napoléon assura au Directoire que "dès qu'il aura conquis l'Égypte, il établira des relations avec les princes indiens et, avec eux, attaquer les Anglais dans leurs possessions » . Selon un rapport de Talleyrand daté du 13 février 1798 : «Ayant occupé et fortifié l'Égypte, nous devrions envoyer une force de 15 000 hommes de Suez vers l'Inde, pour rejoindre les forces de Tipu Sahib et chasser les Anglais."  Le Directoire, bien que troublé par la portée et le coût de l'entreprise, accepta car le populaire général serait absent du centre du pouvoir.

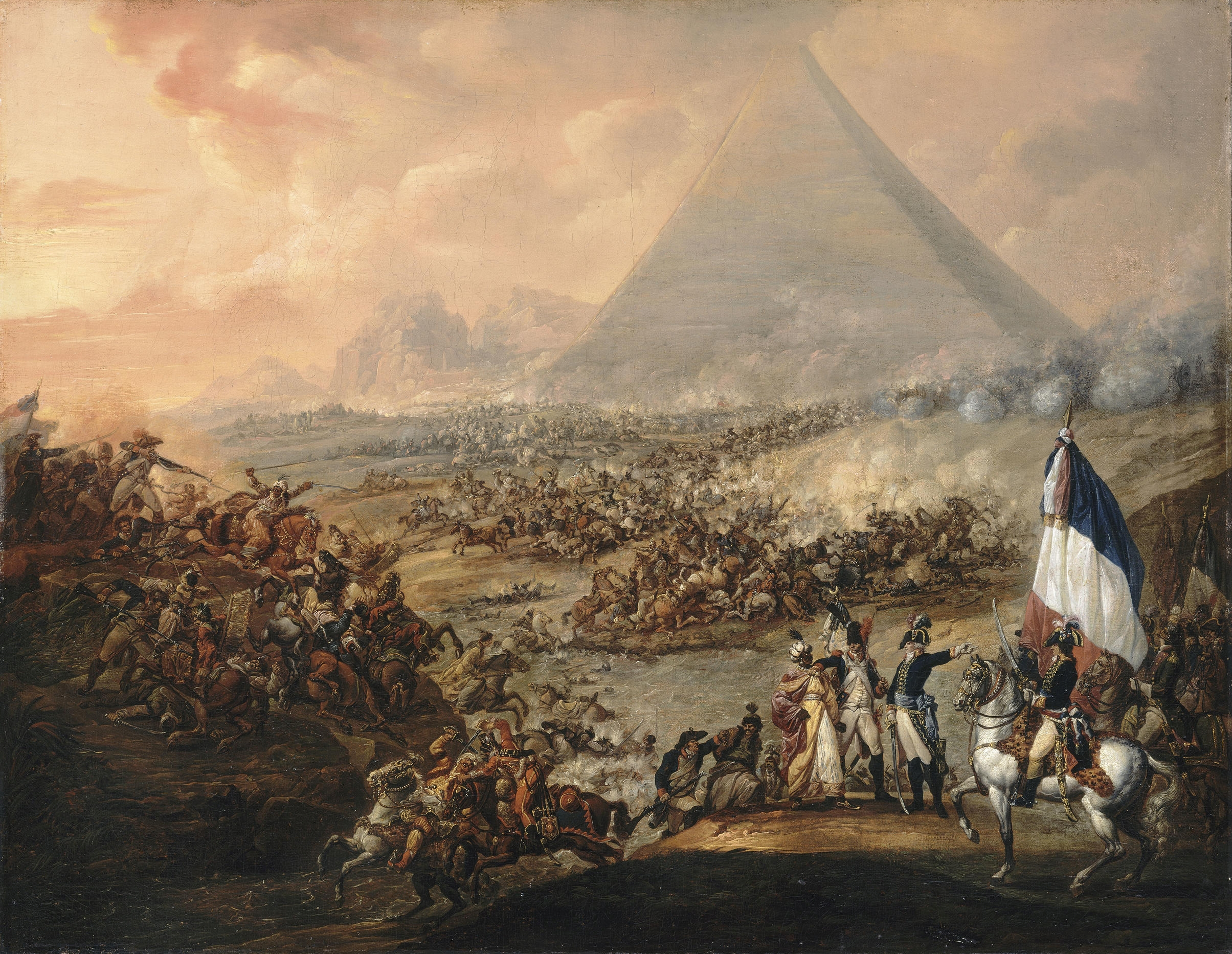
Un des buts de Bonaparte lors de l'invasion de l'Égypte était de rejoindre Tipû Sâhib.

Bonaparte a été vaincu par l'Empire ottoman aidé de l'Angleterre lors du siège de Saint-Jean-d'Acre en 1799, et lors de la bataille d'Aboukir en 1801, de sorte qu'en 1802, les Français ont été complètement vaincus au Moyen-Orient . Mais bientôt, à partir de 1803, Napoléon a tout fait pour essayer de convaincre l'Empire ottoman de lutter contre la Russie dans les Balkans et de rejoindre sa coalition anti-russe . Napoléon envoya le général Horace Sébastiani comme envoyé extraordinaire, promettant d'aider l'Empire ottoman de récupérer les territoires perdus. Napoléon a aussi formé une alliance franco-perse en 1807, avec l'objectif permanent de liaison avec l'Inde.
L'intérêt de Napoléon pour le Moyen-Orient et l'Inde a diminué quand il a finalement vaincu la Russie lors de la bataille de Friedland en juillet 1807, conduisant à la paix de Tilsit, en décembre 1807. La France, alliée de la Russie, est devenue un puissant répulsif pour l'Empire ottoman et la Perse. Grande-Bretagne ont signé un traité de défense mutuelle avec Shah Shuja al-Mulk d'Afghanistan le 17 juin 1809 afin de mieux résister à la menace franco-perse, mais à ce moment la Perse avait déjà dénoncé son alliance avec la France et se tournait vers la Grande-Bretagne. Ces derniers événements ont rendu l'alliance franco-indienne caduque.